# Menabe
Menabe is een regio in het westen van Madagaskar. De regio is vernoemd naar het Sakalava-koninkrijk van Menabevan. De oppervlakte van de regio is 46.121 km² en De regio heeft 561.043 inwoners. De regio grenst in het noorden aan Melaky, in het noordoosten aan Bongolava, in het oosten aan Vakinankaratra en Amoron'i Mania, in het zuiden aan Atsimo-Andrefana. De hoofdstad is Morondava.

## Geschiedenis
Menabe is het zuidelijke deel van het gebied van de Sakalava. Volgens de legende is het rijk gesticht door koning Adriamandazoala (r. C. 1540 - 1560). Het gebied van het volk zou uitgebreid worden door de legendarische koning Andriandahifotsy (r. C.1610 - 1685). Het was tot het midden van de achttiende eeuw het machtigste rijk in Madagaskar. De belangrijkste heersers van het rijk was Ranaimo or Andriandrainarivo (r. 1718-1727) die bekend is geworden door de memoires van de Europeanen Robert Drury, James Cook, Barnvelt in 1719, Valentyn in 1726. Deze koning zou volgens sommige bronnen verlamd te zijn geweest.
De Malagassische koning Radama I ondernam in 1820, in 1821 en uiteindelijk in 1822 een serie rampzalige campagnes in het koninkrijk Menabe. Deze reeks eindigde toen Ramitraho, op dat moment de koning van het koninkrijk Menabe, zijn dochter Rasalimo aan Radama uithuwelijkte.  Er kwam een einde aan de ongeregeldheden toen Rasalimo in 1827 een nieuwe overeenkomst aanbood. Door zijn dood kon hij verdere onderhandelingen helaas niet afronden.
De regio Imerina werd in 1843 na de dood van Ramitraho veroverd en samengevoegd met de rest van zuidelijk Madagaskar. De constante strijd zorgde ervoor dat in 1846 de Merina de strijd wonnen. Koningin Ranavalona I beschermde een aantal Menabese dorpen en ze zorgde ervoor dat een aantal boeren het gebied konden koloniseren. De Menabese heersers mochten hun autonomie behouden onder een lokale Merina se gouverneur. Het noordelijke deel van Menabe ontkwamen aan de macht van de Merina en bleef onafhankelijk. De inwoners van Menabe waren door de oorlogen geen bedreiging meer voor de hoofdstad Antananarivo.
Door de Franse invasie van Madagaskar verenigden de Menabese koningen hun krachten. Op 14 augustus 1897 en 30 augustus 1897 vochten 100 Menabese chiefs en 10.000 krijgers met geweren tegen de Franse troepen in Anosimena en Ambiky, waar koning Toera, zijn twee generaals en een aantal edelen vermoord werd. De regio Menabe werd pas in 1900 gepacifeerd. In Frans-Madagaskar was Menabe onderdeel van de provincie Toliara die in 1960 ophield te bestaan.

## Districten
De regio is verdeeld in vijf districten:
- Belon'i Tsiribihina
- Mahabo
- Manja
- Miandrivazo
- Morondava

## Geografie
De regio Menabe is gelegen tussen de rivieren Mangoky en Manambolo. Door de regio loopt de Route nationale 35 die de regio met Ivato verbindt. Het Nationaal park Kirindy Mitea en het Ambohijanaharyreservaat liggen in deze regio.